# Liste der Kulturgüter in Corbières
Die Liste der Kulturgüter in Corbières enthält alle Objekte in der Gemeinde Corbières im Kanton Freiburg, die gemäss der Haager Konvention zum Schutz von Kulturgut bei bewaffneten Konflikten, dem Bundesgesetz vom 20. Juni 2014 über den Schutz der Kulturgüter bei bewaffneten Konflikten sowie der Verordnung vom 29. Oktober 2014 über den Schutz der Kulturgüter bei bewaffneten Konflikten unter Schutz stehen.
Objekte der Kategorien A und B sind vollständig in der Liste enthalten, Objekte der Kategorie C fehlen zurzeit (Stand: 1. Januar 2023).

## Kulturgüter
| Foto |                                                                                 | Objekt | Kat. | Typ | Standort                                         | Beschreibung |
| ---- | ------------------------------------------------------------------------------- | --- | ---- | --- | ------------------------------------------------ | ------------ |
| ja   | Datei hochladen · Wikidata zu Schloss Corbières (Q4848470)                      | Schloss der Herren von Corbières, ehemals Sitz des Landvogts / Château des sires de Corbières puis résidence baillivale KGS-Nr.: 01995 | A    | G   | Impasse de la Ville 5 574036 / 167733            |              |
| BW   | Datei hochladen · Wikidata zu Haus Repond (Q29688761)                           | Haus Repond / Maison Repond KGS-Nr.: 02349                                                                                             | A    | G   | Villarvolard, Rue Passaplan 6, 8 574603 / 166114 |              |
| BW   | Datei hochladen · Wikidata zu Gedeckter Dorfbrunnen (Q29688745)                 | Gedeckter Dorfbrunnen / Fontaine couverte du village KGS-Nr.: 02348                                                                    | B    | K   | Villarvolard, Rue de la Scie 2 574617 / 166069   |              |
| BW   | Datei hochladen · Wikidata zu Bauernhaus (Q29688728)                            | Bauernhaus / Ferme KGS-Nr.: 10003 | B    | G   | Villarvolard, Route du Carro 3 574856 / 165997   |              |
| ja   | Datei hochladen · Wikidata zu Bauernhaus von Antoine Repond (Q29479022)         | Bauernhaus von Antoine Repond / Ferme d’Antoine Repond KGS-Nr.: 10004                                                                  | B    | G   | Villarvolard, Chemin du Bugnon 1 574673 / 166005 |              |
| BW   | Datei hochladen · Wikidata zu Pfarrkirche Notre-Dame-de-la-Nativité (Q29688712) | Pfarrkirche Notre-Dame-de-la-Nativité / Église paroissiale Notre-Dame-de-la-Nativité KGS-Nr.: 12415                                    | B    | G   | Chemin de la Montagnetta 42 574167 / 167847      |              |